# 144907 Whitehorne
144907 Whitehorne este un asteroid din centura principală de asteroizi.

## Descriere
144907 Whitehorne este un asteroid din centura principală de asteroizi. A fost descoperit pe 16 decembrie 2004 la Vail-Jarnac de Tom Glinos, David H. Levy și Wendy Levy. Asteroidul prezintă o orbită caracterizată de o semiaxă mare de 2,97 ua, o excentricitate de 0,11 și o înclinație de 0,5° în raport cu ecliptica.